# 530 (số)
530 (năm trăm ba mươi) là một số tự nhiên ngay sau 529 và ngay trước 531.